# Vilcabambasnårsparv
Vilcabambasnårsparv (Atlapetes terborghi) är en relativt nyligen beskriven fågelart i familjen amerikanska sparvar inom ordningen tättingar.

## Utbredning och systematik
Fågeln förekommer i Anderna i sydöstra Peru (Cordillera Vilcabamba). Den behandlas som monotypisk.

## Status
IUCN kategoriserar arten som nära hotad.

## Namn
Fågelns vetenskapliga artnamn hedrar den amerikanske zoologen John Whittle Terborgh.